# Gertwiller
Gertwiller [gɛʁtvilɛʁ] est une commune française située dans la circonscription administrative du Bas-Rhin et, depuis le 1er janvier 2021, dans le territoire de la Collectivité européenne d'Alsace, en région Grand Est.
Cette commune se trouve dans la région historique et culturelle d'Alsace.
Le village, situé au cœur du vignoble alsacien, s'est notamment spécialisé dans la confection de pain d'épices.

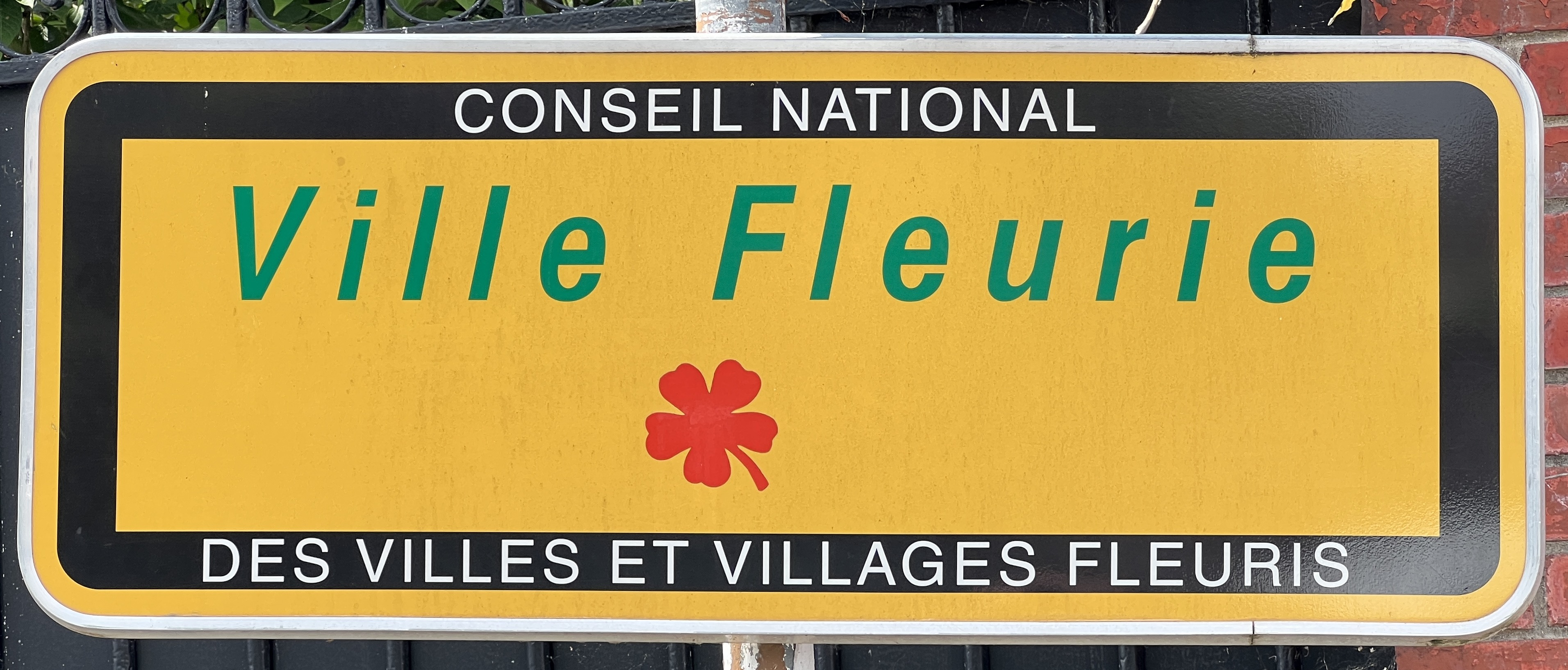
La récompense "Ville Fleurie", également connue sous le nom de "Villes et Villages fleuris, anciennement appelée concours, a été créée en 1959 en France pour promouvoir le fleurissement, l'environnement de vie et les espaces verts.

## Géographie
À la périphérie nord-est de la ville de Barr, Gertwiller se situe à proximité du mont Sainte-Odile, non loin de la vallée de l'Andlau, au pied des Vosges, à une vingtaine de kilomètres au nord de Sélestat et à 8 km au sud d'Obernai. La commune est traversée par la Kirneck qui se jette dans l'Andlau peu après Valff. La Véloroute du vignoble d'Alsace (EuroVelo 5) contourne le village par l'ouest.
| Heiligenstein |            | Bourgheim  |
|               | Gertwiller |            |
| Barr          |            | Zellwiller |

### Hydrographie
La commune est dans le bassin versant du Rhin au sein du bassin Rhin-Meuse. Elle est drainée par le ruisseau la Kirneck,.
La Kirneck, d'une longueur de 18 km, prend sa source dans la commune de Barr et se jette  dans l'Andlau à Westhouse, après avoir traversé sept communes. 

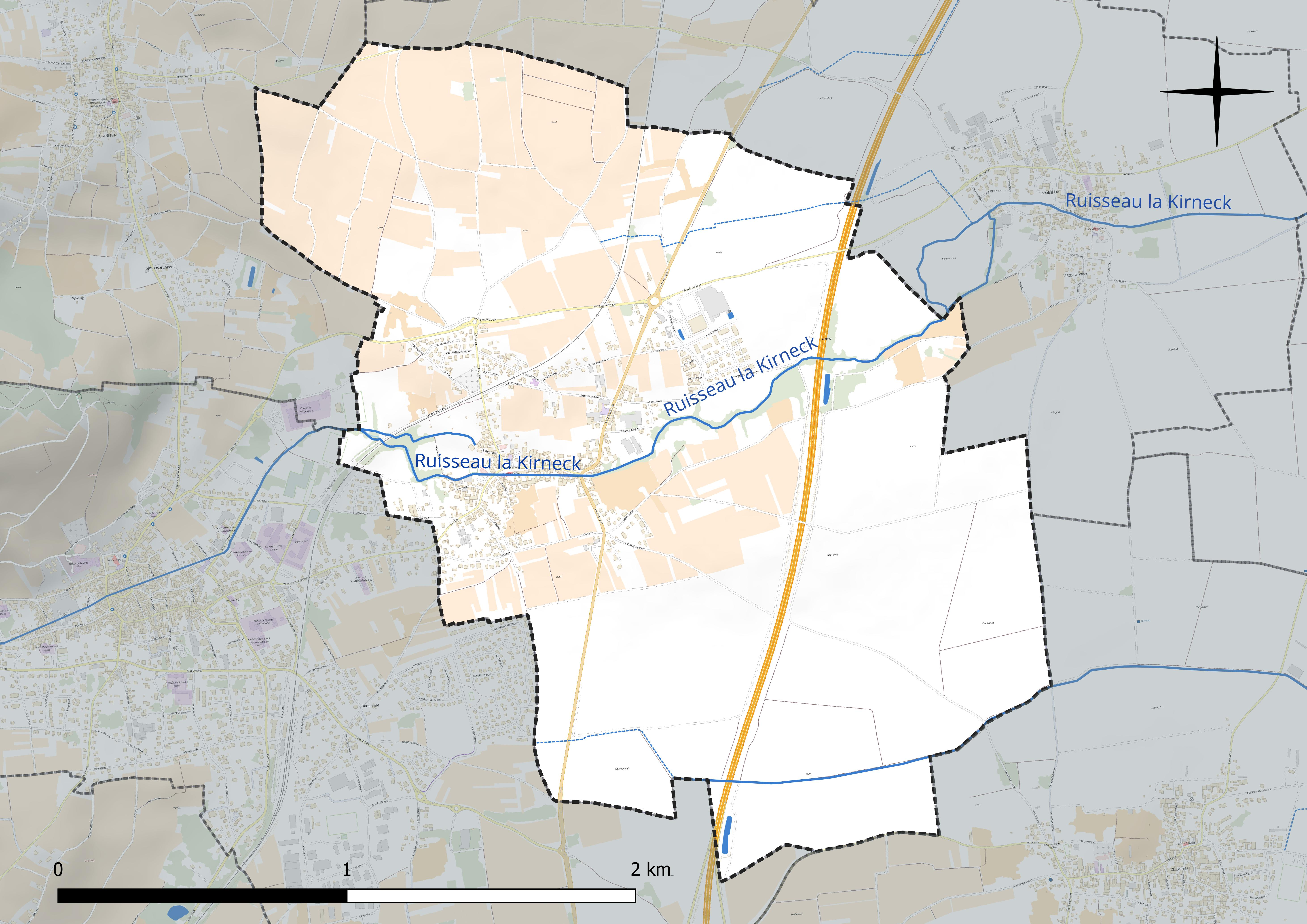
Réseau hydrographique de Gertwiller.

### Climat
Pour des articles plus généraux, voir Climat du Grand Est et Climat du Bas-Rhin.
En 2010, le climat de la commune est de type climat des marges montargnardes, selon une étude du Centre national de la recherche scientifique s'appuyant sur une série de données couvrant la période 1971-2000. En 2020, Météo-France publie une typologie des climats de la France métropolitaine dans laquelle la commune est exposée à un climat semi-continental et est dans une zone de transition entre les régions climatiques « Vosges » et « Alsace ». 
Pour la période 1971-2000, la température annuelle moyenne est de 10,5 °C, avec une amplitude thermique annuelle de 17,7 °C. Le cumul annuel moyen de précipitations est de 586 mm, avec 8 jours de précipitations en janvier et 9,8 jours en juillet. Pour la période 1991-2020, la température moyenne annuelle observée sur la station météorologique de Météo-France la plus proche, « Le Hohwald_sapc », sur la commune du Hohwald à 10 km à vol d'oiseau, est de 8,8 °C et le cumul annuel moyen de précipitations est de 1 129,1 mm. 
La température maximale relevée sur cette station est de 35,6 °C, atteinte le 25 juillet 2019 ; la température minimale est de −20,5 °C, atteinte le 7 février 1991,,. 
Les paramètres climatiques de la commune ont été estimés pour le milieu du siècle (2041-2070) selon différents scénarios d'émission de gaz à effet de serre à partir des nouvelles projections climatiques de référence DRIAS-2020. Ils sont consultables sur un site dédié publié par Météo-France en novembre 2022.

## Urbanisme

### Typologie
Au 1er janvier 2024, Gertwiller est catégorisée petite ville, selon la nouvelle grille communale de densité à sept niveaux définie par l'Insee en 2022.
Elle appartient à l'unité urbaine de Barr, une agglomération intra-départementale regroupant trois  communes, dont elle est une commune de la banlieue,,. Par ailleurs la commune fait partie de l'aire d'attraction de Strasbourg (partie française), dont elle est une commune de la couronne,. Cette aire, qui regroupe 268 communes, est catégorisée dans les aires de 700 000 habitants ou plus (hors Paris),.

### Occupation des sols
L'occupation des sols de la commune, telle qu'elle ressort de la base de données européenne d’occupation biophysique des sols Corine Land Cover (CLC), est marquée par l'importance des territoires agricoles (88,2 % en 2018), en diminution par rapport à 1990 (89,6 %). La répartition détaillée en 2018 est la suivante :
terres arables (44 %), cultures permanentes (20,8 %), zones agricoles hétérogènes (19,7 %), zones urbanisées (11,8 %), prairies (3,8 %). L'évolution de l’occupation des sols de la commune et de ses infrastructures peut être observée sur les différentes représentations cartographiques du territoire : la carte de Cassini (XVIIIe siècle), la carte d'état-major (1820-1866) et les cartes ou photos aériennes de l'IGN pour la période actuelle (1950 à aujourd'hui).

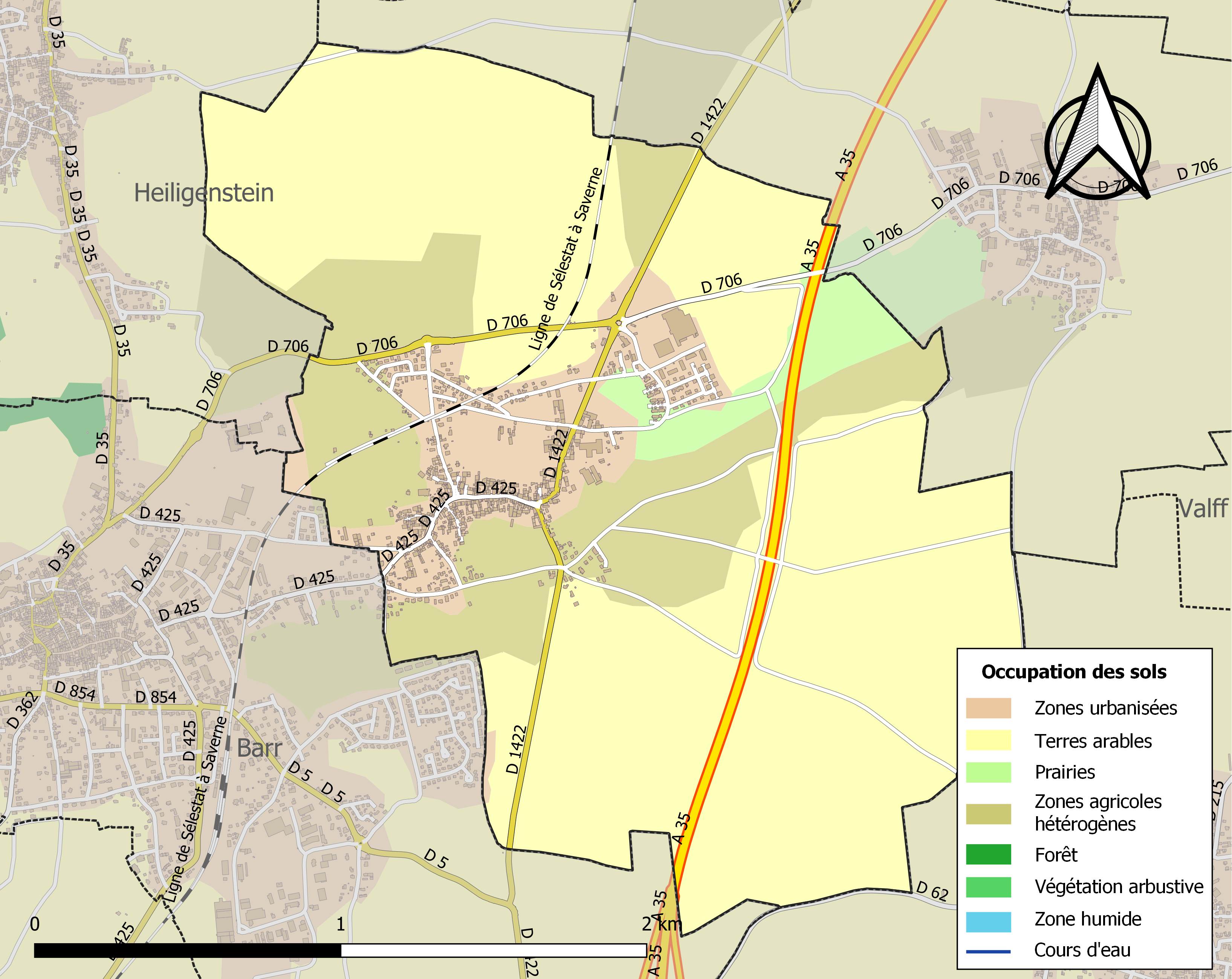
Carte des infrastructures et de l'occupation des sols de la commune en 2018 (CLC).

## Histoire

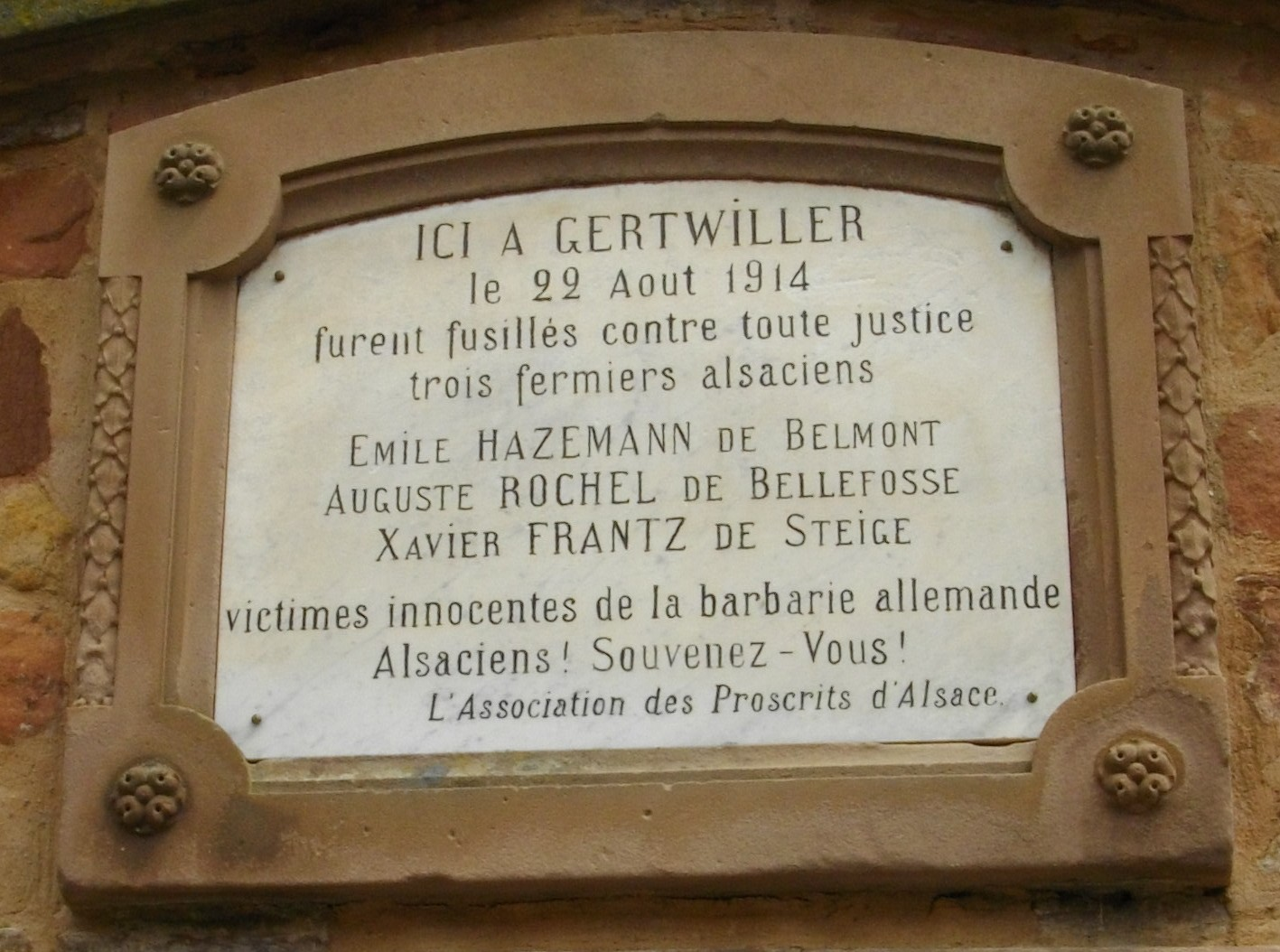
Plaque rappelant l'exécution sommaire de trois paysans de Belmont.

À la date du 6 octobre 1914, dans son journal, L’Alsace pendant la Guerre, Charles Spindler écrit, parlant de trois cousines bloquées à Gertwiller :  « Mais un événement horrible dont le souvenir les hante encore, c'est l'exécution de trois pauvres paysans de Belmont, qu'on avait arrêtés et condamnés comme espions et qui, avant d'être fusillés, avaient dû, de leurs propres mains, creuser leurs fosse. Tout le village est révolté de cet acte de sauvagerie ». Belmont étant francophone, de simples paysans n’avaient pu répondre sur le champ à des interrogations brutales en allemand.

### Héraldique
| Blason de Gertwiller | Blason  | D'azur à la branche de laurier d'or posée en pal, accompagnée de quatre étoiles de six rais du même, deux à dextre et deux à seneste, l'une sur l'autre. |
| Blason de Gertwiller | Détails | |

## Politique et administration
| Période                                  | Période  | Identité                   | Étiquette | Qualité                                                  |
| ---------------------------------------- | -------- | -------------------------- | --------- | -------------------------------------------------------- |
| 1816                                     | 1858     | David Zeysolff (1782-1858) |           | Cultivateur, marchand de vin Conseiller d'arrondissement |
|                                          |          |                            |           |                                                          |
| 2001                                     | mai 2020 | Jean-Daniel Huchelmann     | UMP-LR    | Industriel/chef d'entreprise                             |
| mai 2020                                 | En cours | Rémy Huchelmann            |           |                                                          |
| Les données manquantes sont à compléter. |          |                            |           |                                                          |

## Démographie
L'évolution du nombre d'habitants est connue à travers les recensements de la population effectués dans la commune depuis 1793. Pour les communes de moins de 10 000 habitants, une enquête de recensement portant sur toute la population est réalisée tous les cinq ans, les populations de référence des années intermédiaires étant quant à elles estimées par interpolation ou extrapolation. Pour la commune, le premier recensement exhaustif entrant dans le cadre du nouveau dispositif a été réalisé en 2006.

En 2022, la commune comptait 1 281 habitants, en évolution de +1,99 % par rapport à 2016 (Bas-Rhin : +3,17 %, France hors Mayotte : +2,11 %).
| 1793 | 1800 | 1806 | 1821 | 1831 | 1836  | 1841 | 1846 | 1851 |
| ---- | ---- | ---- | ---- | ---- | ----- | ---- | ---- | ---- |
| 702  | 755  | 837  | 902  | 995  | 1 029 | 960  | 960  | 847  |

| 1856 | 1861 | 1866 | 1871 | 1875 | 1880 | 1885 | 1890 | 1895 |
| ---- | ---- | ---- | ---- | ---- | ---- | ---- | ---- | ---- |
| 857  | 906  | 978  | 975  | 918  | 908  | 841  | 811  | 820  |

| 1900 | 1905 | 1910 | 1921 | 1926 | 1931 | 1936 | 1946 | 1954 |
| ---- | ---- | ---- | ---- | ---- | ---- | ---- | ---- | ---- |
| 788  | 750  | 724  | 678  | 664  | 687  | 712  | 600  | 652  |

| 1962 | 1968 | 1975 | 1982 | 1990 | 1999 | 2006 | 2011  | 2016  |
| ---- | ---- | ---- | ---- | ---- | ---- | ---- | ----- | ----- |
| 674  | 730  | 832  | 793  | 774  | 868  | 897  | 1 110 | 1 256 |

| 2021  | 2022  | - | - | - | - | - | - | - |
| ----- | ----- | - | - | - | - | - | - | - |
| 1 273 | 1 281 | - | - | - | - | - | - | - |

## Lieux et monuments
- Musée du pain d'épices et de l'art populaire alsacien. La fabrication du pain d'épices remonte au moins au XVIIIe siècle, quand Charles Fortwenger y fonda une fabrique de pain d'épices[25], si bien qu'au début des années 1900 il n'y avait pas moins de 8 à 9 fabricants dans le village[26].

La renommée du pain d'épices de Gertwiller était importante aux XIXe et XXe siècles, on le trouvait sur pratiquement tous les marchés et fêtes de village de la région, les conscrits de toute la région proposaient des pains d'épices de forme ovale aux habitants lors de leur tournée festive et les amoureux en offraient à leur bien-aimée en forme de cœur.[réf. nécessaire]
Gertwiller a d'ailleurs reçu le titre de capitale du pain d'épices, succédant ainsi à Reims et Dijon.
Il subsiste aujourd'hui deux fabricants, Fortwenger, qui a créé en 2009 un Palais du pain d'épices, et Lips qui a créé en 1998 le Musée du pain d'épices et de l'Art Populaire Alsacien.

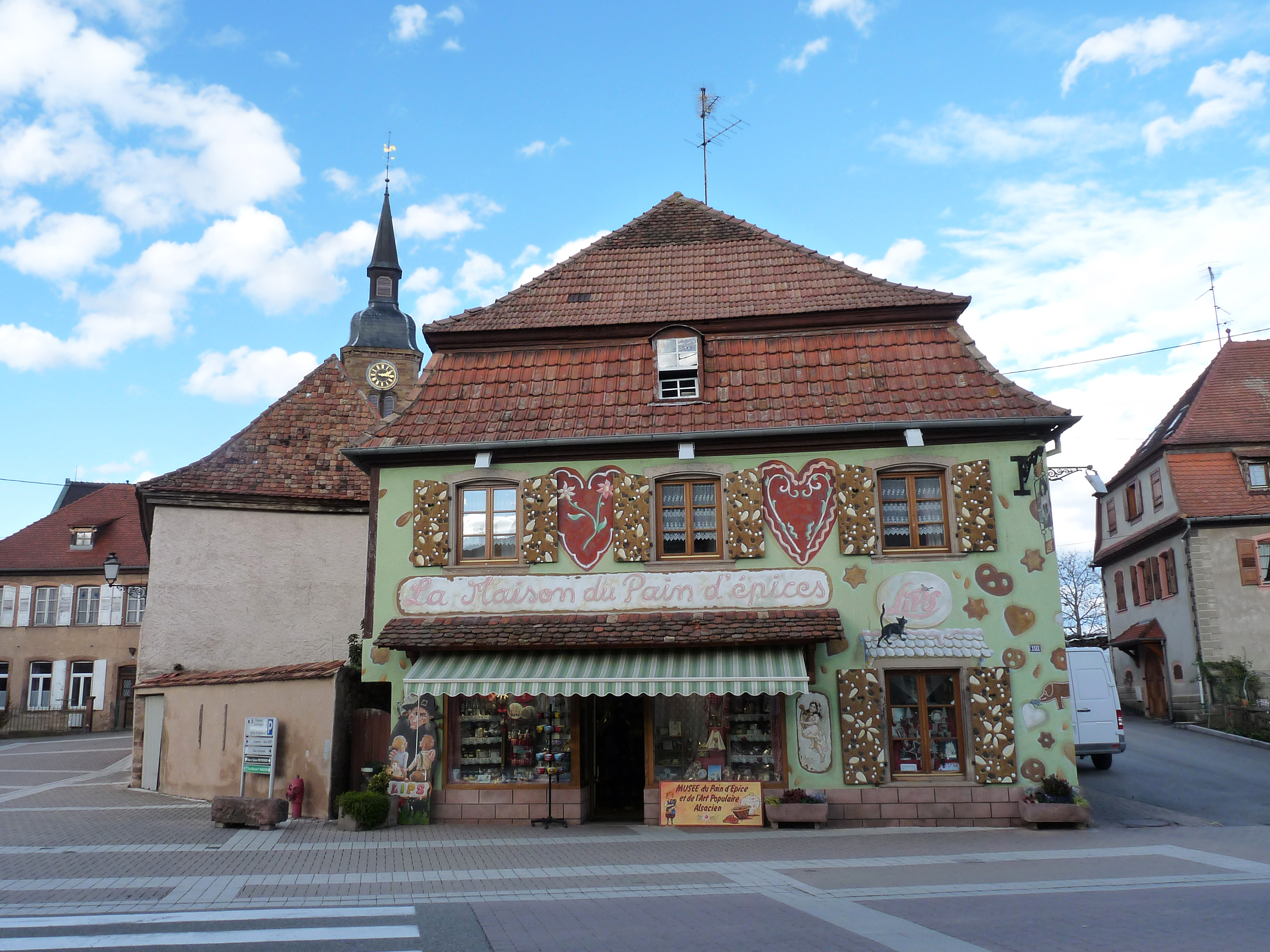
Musée du pain d'épices et de l'art populaire alsacien.
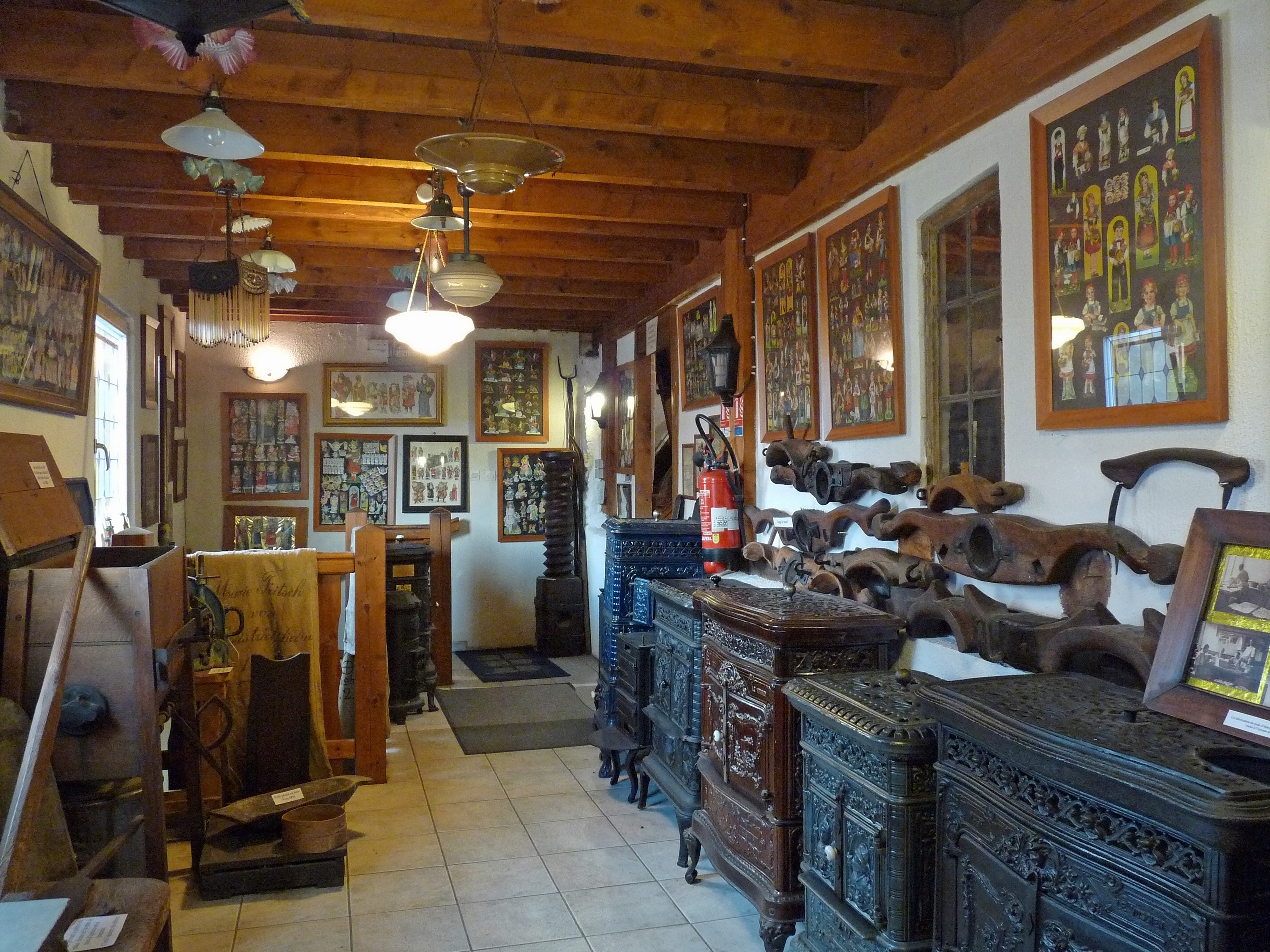
Intérieur du musée.
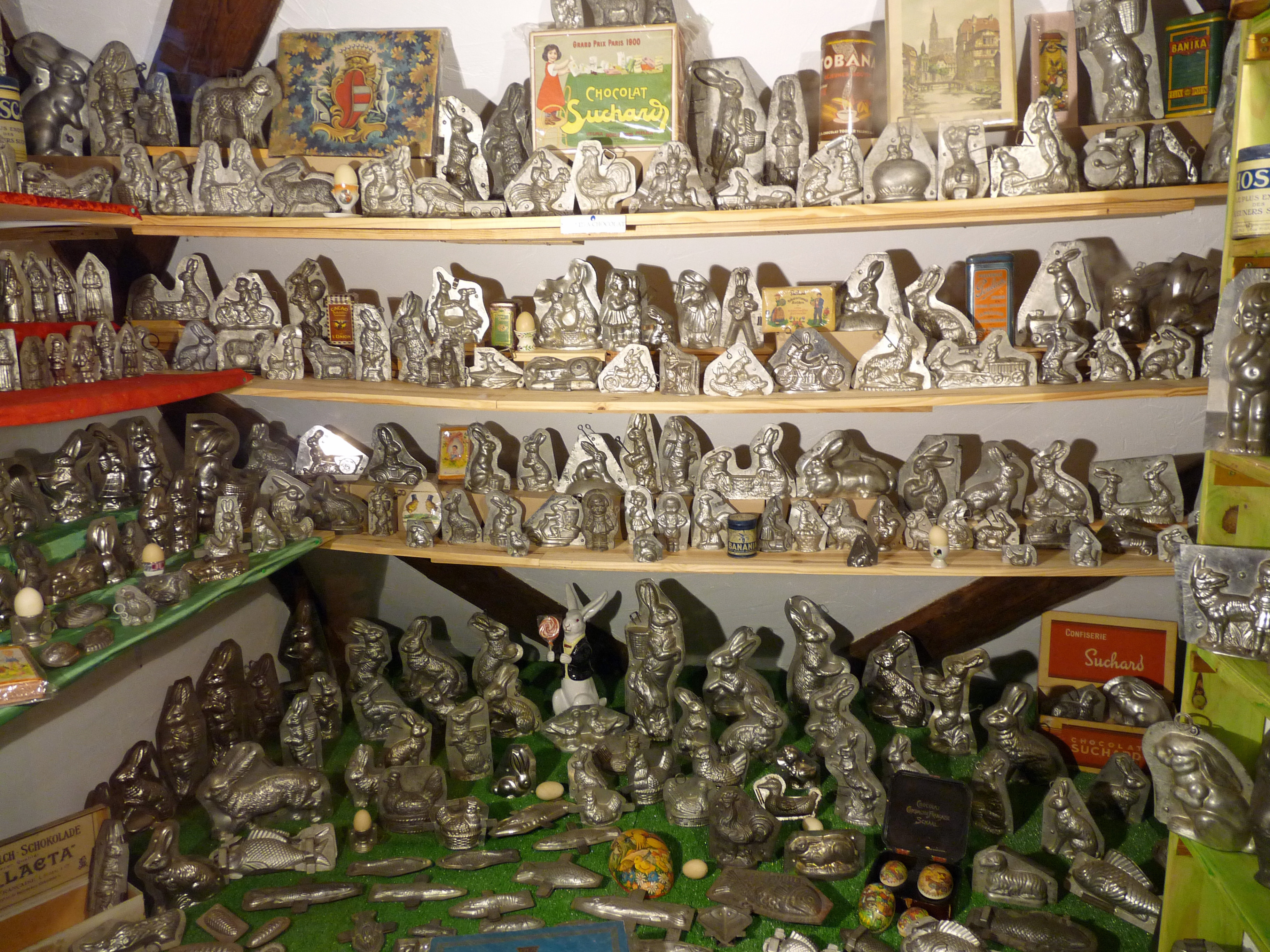
Moules à chocolat de Pâques.

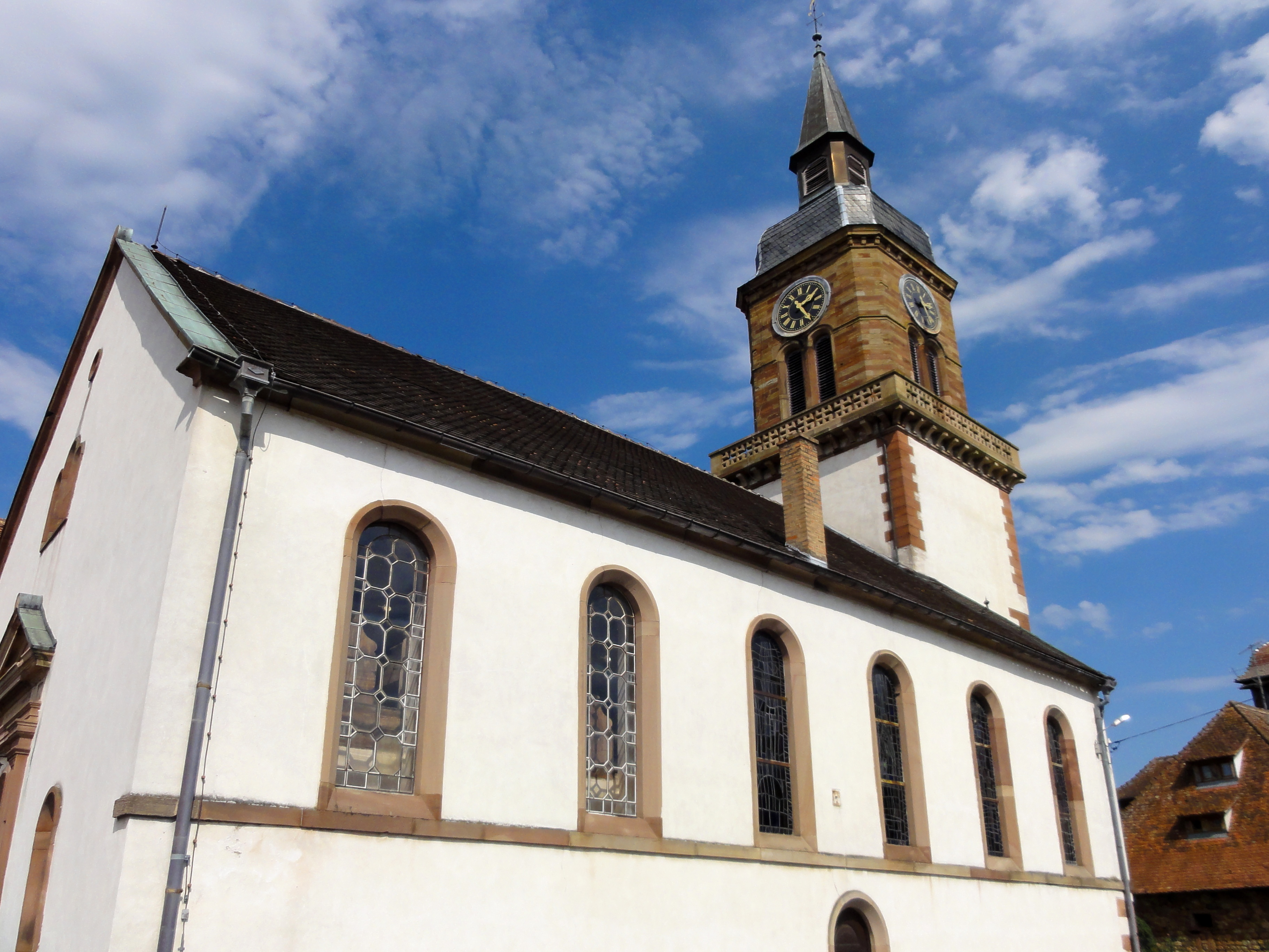
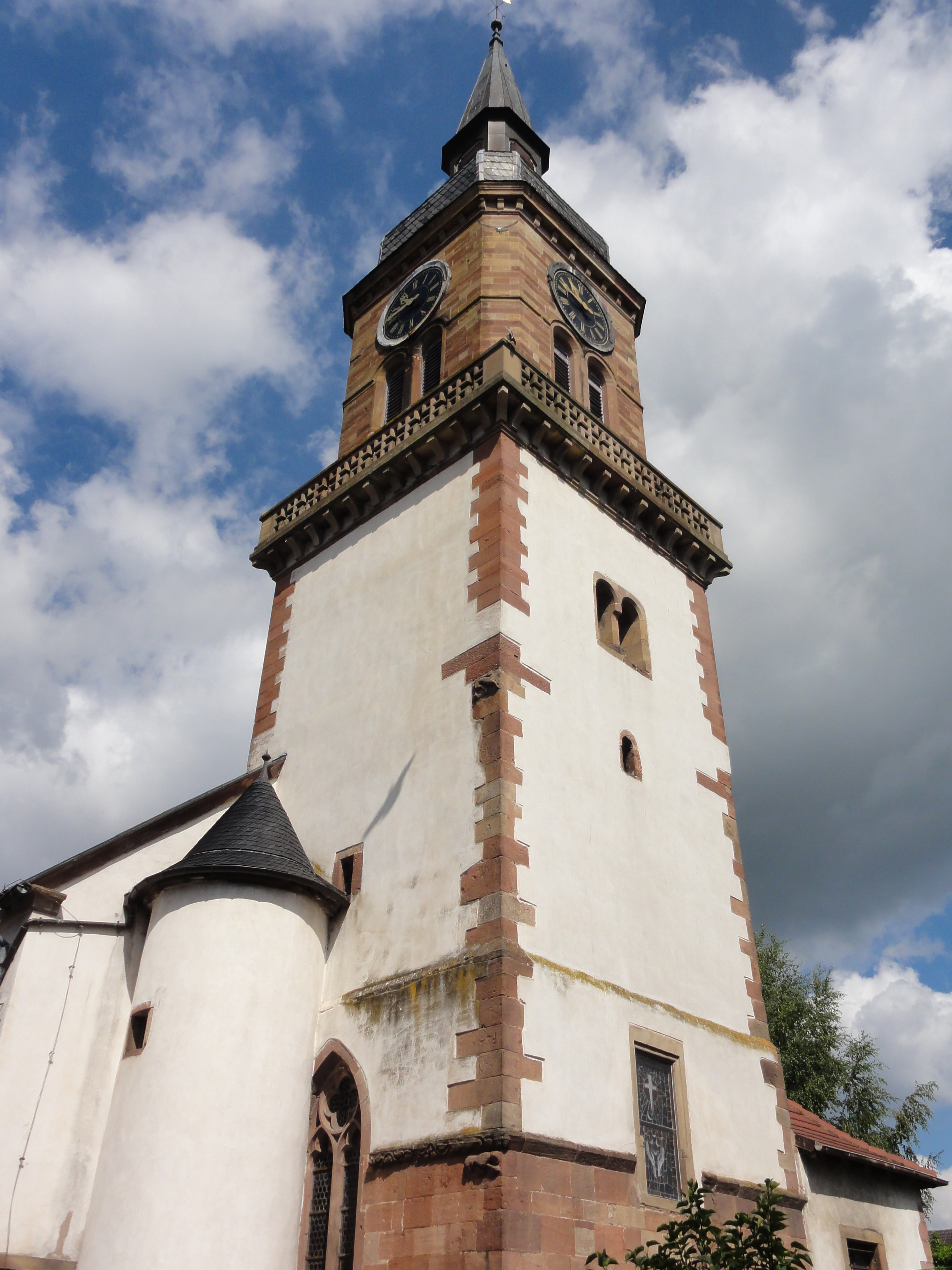
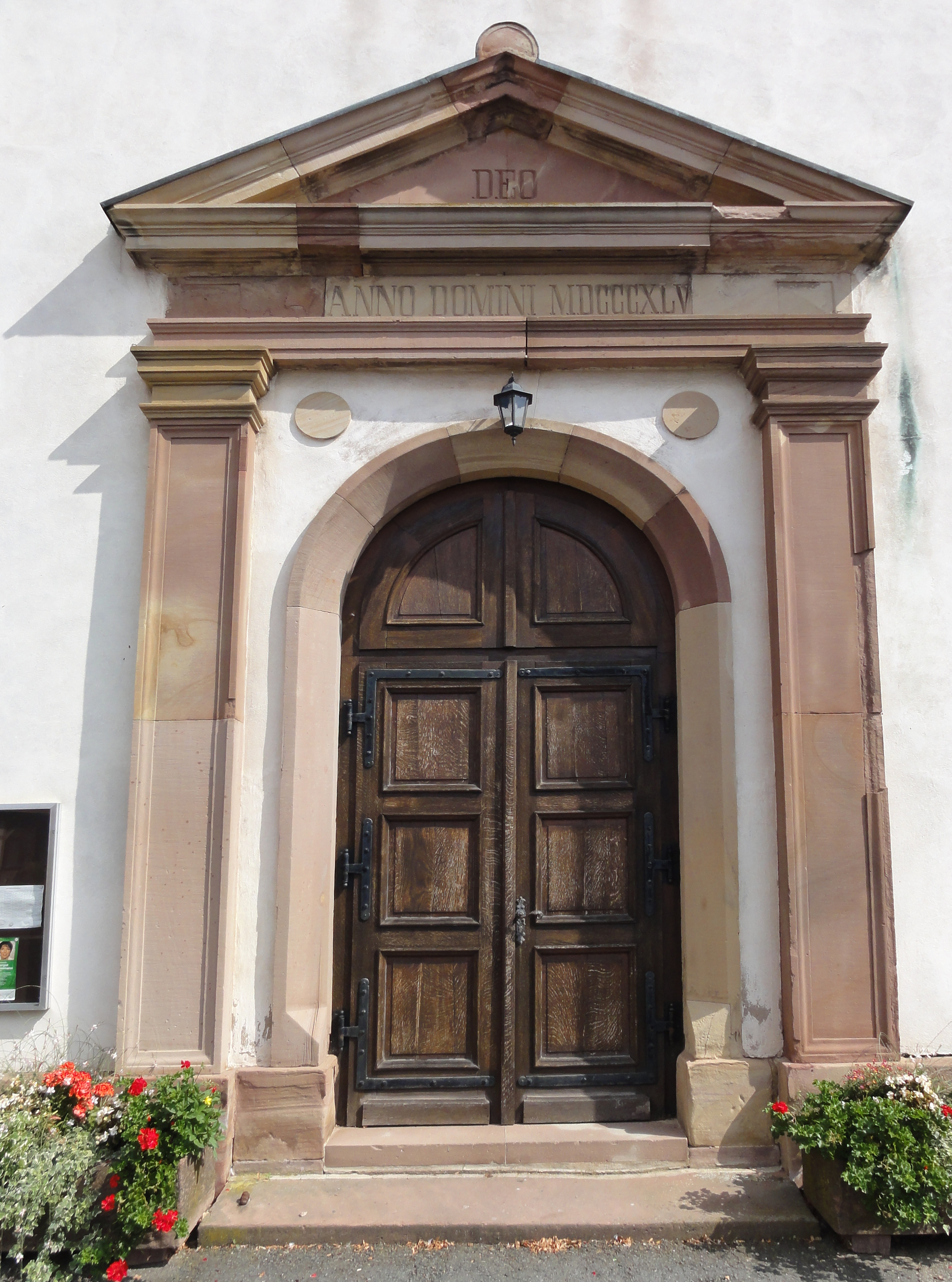

- Fresques du XIVe siècle du chœur de l'église Saint-Barthélemy.

## Personnalités liées à la commune

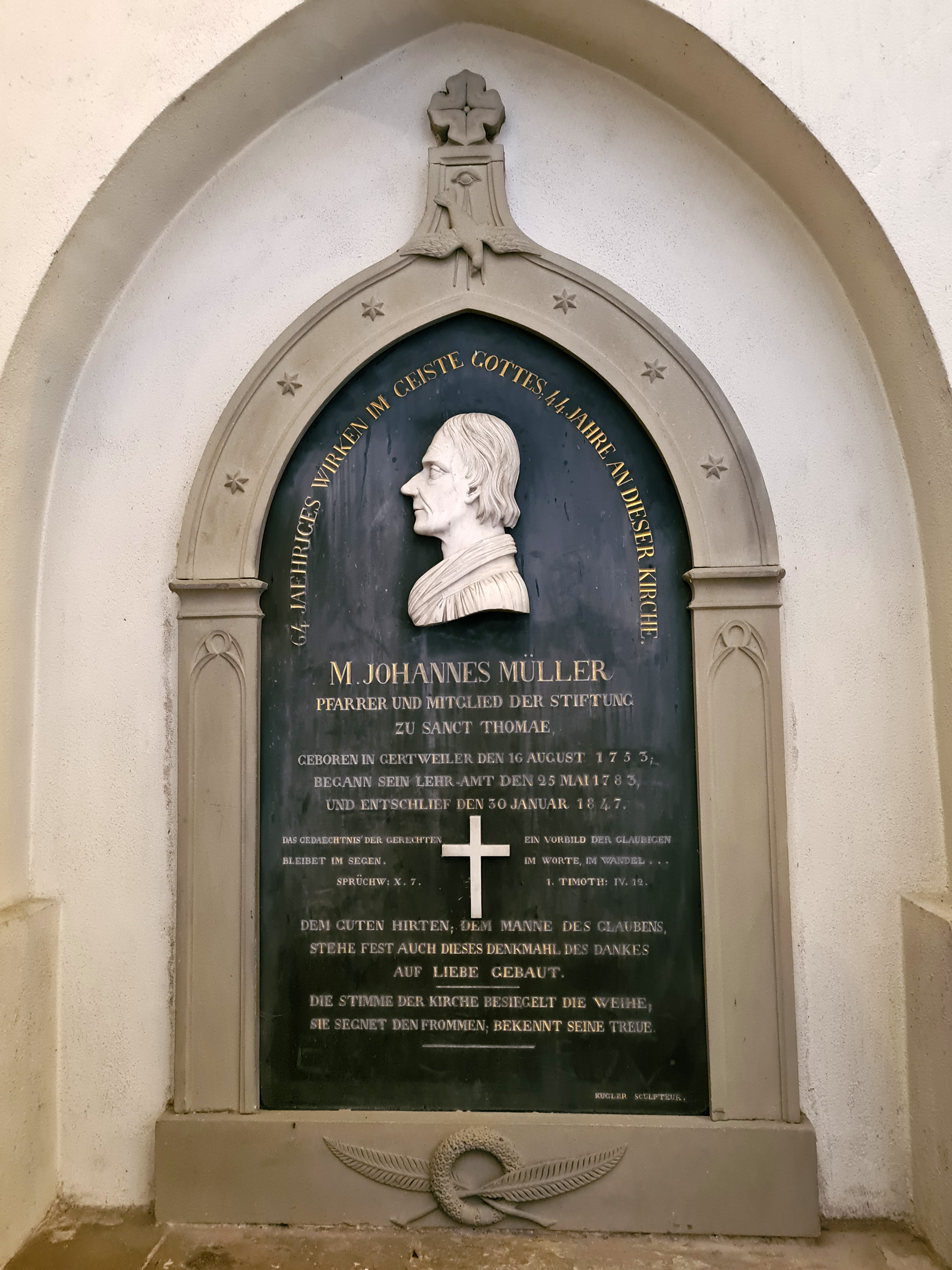
Monument du pasteur Johannes Müller à Strasbourg.

Le monument funéraire du pasteur Jean Muller (Johannes Müller), né à Gertwiller en 1753, se trouve dans l'église Saint-Thomas de Strasbourg.
La résidence secondaire de Lucien Blumer se situait à Gertwiller, où il fit ériger une tour du haut de laquelle il avait un panorama de tout le village afin d'y peindre. Sa mère ne pouvant plus marcher, il la portait sur son dos pour la monter dans la tour d'où elle pouvait ainsi suivre l'animation du village.